# Корићна
Корићна је насељено мјесто у Босни и Херцеговини, у општини Гламоч, које административно припада Федерацији Босне и Херцеговине. Према попису становништва из 1991, ово мјесто је било без становника.

## Историја
Капела спомен-костурница пострадалих од усташа 1941—1945. у јами Корићна у Корићни налази се у манастиру Веселиње.

## Становништво
| Демографија | Демографија | Демографија |
| Година      | Становника  | Становника  |
| ----------- | ----------- | ----------- |
| 1961.       | 12          |             |
| 1971.       | 0           |             |
| 1981.       | 0           |             |
| 1991.       | 0           |             |